# Маначиха
Маначиха — упразднённый посёлок в Барабинском районе Новосибирской области. На момент упразднения входил в состав Новоспасского сельсовета. Исключен из учётных данных в 1983 году.

## География
Посёлок располагался у южного берега озера Большая Маначиха, в 12 км к северо-западу от села Новоспасск.

## История
В 1976 г. Указом президиума ВС РСФСР посёлок фермы № 3 совхоза «Новоспасский» переименован в поселок Маначиха.
Решением Новосибирского облисполкома от 13.10.1983 г. № 722 посёлок Маначиха исключен из учётных данных в связи с выездом населения.